# Victor Sogliani
Victor Adolfo Maria Sogliani (Modena, 15 gennaio 1943 – Bellusco, 7 ottobre 1995) è stato un musicista italiano, tra i fondatori dell'Equipe 84.

## Biografia
Dopo alcune esperienza musicali giovanili (suona successivamente con gli "Hurricanes", "Le Tigri", i "Marinos" e "Paolo & i Gatti") nel 1963 partecipa, con Maurizio Vandelli, Franco Ceccarelli e Alfio Cantarella, alla creazione del già citato complesso beat "Equipe 84".
Dopo la partecipazione al Festival di Sanremo 1966 con l'Equipe 84, partecipa all'edizione del 1971 dello stesso festival con la "Nuova Equipe 84", insieme a Maurizio Vandelli, Franz Di Cioccio e Dario Baldan Bembo. Il gruppo si classifica terzo, in coppia con Lucio Dalla, cantando 4/3/1943. Nello stesso anno nasce la figlia Ariane.
Nel 1977 diventa editore radiofonico, fondando l'"Emittente Base Commerciale" a San Vittore Olona. Verso la fine degli anni settanta fa anche il presentatore a "Radio Modena city". Dopo lo scioglimento, nel 1981, dell'Equipe 84 riforma il gruppo nel 1984.
Nel 1989 la riformata Equipe 84 pubblica un LP: Un amore vale l'altro, per la Rose Rosse Records.
Nel 1995 si distacca dal gruppo e ne forma uno denominato "Equipe Extra" con alcuni membri degli "Extra". L'esperienza dura pochi mesi, poiché Sogliani muore improvvisamente, a 52 anni, nell'ottobre dello stesso anno, a causa di una embolia.